# Leptochiton assimilis
Leptochiton assimilis är en blötdjursart som först beskrevs av Thiele 1909.  Leptochiton assimilis ingår i släktet Leptochiton och familjen Leptochitonidae. Inga underarter finns listade i Catalogue of Life.